# Taghzoute N'Ait Atta
Taghzoute N'Ait Atta (àrab تغزوت نآيت عطى) és una comuna rural de la província de Tinghir de la regió de Drâa-Tafilalet. Segons el cens de 2014 tenia una població total de 14.669 persones.